# Preludium op. posth. (Chopin)

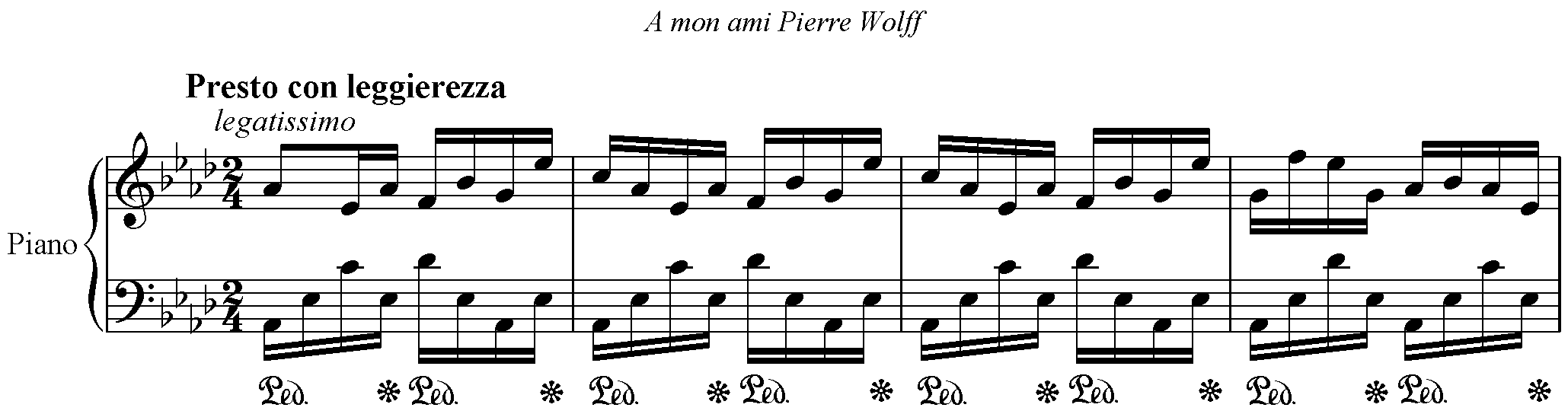
Pierwsze takty utworu

Preludium As-dur op. posth. (Presto con leggierezza) – preludium na fortepian skomponowane przez Fryderyka Chopina 18 lipca 1834. Utwór dedykowany został pianiście Pierre’owi Wolffowi . Wydany został w Genewie w 1919 przez Édition Henn. Rok wcześniej w genewskim czasopiśmie „Pages d'Art” ukazało się faksymile.
Jest to jedno z dwudziestu sześciu preludiów napisanych przez Chopina. Camille Saint-Saëns w liście do spadkobierców Wolffa pisał o nim, że „jest ładne, lecz nie przedstawia wielkiego znaczenia. Mogłoby być napisane przez jakiegoś innego utalentowane kompozytora, geniusza się tu nie czuje”. Autograf podarowany Wolffowi przechowywany jest w Bibliotece Kongresu.
Presto con leggierezza nagrali m.in. Stanisław Niedzielski (1933), Barbara Hesse-Bukowska (ok. 1960) i Jerzy Godziszewski (1978).